# حصاد الطاقة

الخلية الرباعية من تيتانات الرصاص

يولد القرص الكهرو إجهادي الجهد عند تشوهه

حصاد الطاقة هو العملية التي يتم من خلالها الحصول على الطاقة من مصادر خارجية مثل الطاقة الشمسية والطاقة الحرارية وطاقة الرياح وتدرجات الملوحة والطاقة الحركية، والمعروفة أيضًا باسم (الطاقة المحيطة)، والتقاطها وتخزينها للأجهزة اللاسلكية الصغيرة المستقلة، مثل تلك المستخدمة في الالكترونيات وشبكات الاستشعار اللاسلكية.

## نبذة
يوفر مصدرو الطاقة كمية صغيرة جدًا من الطاقة للإلكترونيات منخفضة الطاقة. في حين أن تكاليف الوقود المدخلة لبعض مصادر التوليد على نطاق واسع مثل (النفط والفحم)، فإن مصدر الطاقة لحاصدي الطاقة موجود كخلفية محيطة. على سبيل المثال، توجد درجات حرارة من تشغيل محرك الاحتراق وفي المناطق الحضرية، هناك كمية كبيرة من الطاقة الكهرومغناطيسية في البيئة بسبب البث الإذاعي والتلفزيوني.
يعد الراديو البلوري أحد التطبيقات الأقرب لتطبيقات الطاقة المحيطة التي يتم جمعها من الإشعاع الكهرومغناطيسي المحيط.